# Бошан, Ги де, 10-й граф Уорик
Ги де Бошан (англ. Guy de Beauchamp; примерно 1272 — 12 августа 1315) — английский аристократ, 10-й граф Уорик с 1298 года, один из самых влиятельных магнатов королевства. Участвовал в шотландской войне. Был одним из руководителей аристократической оппозиции в правление Эдуарда II: входил в число лордов-ордайнеров (1310—1311), добился казни королевского фаворита Пьера Гавестона (1312). Имел репутацию образованного и мудрого человека.

## Биография
Ги де Бошан принадлежал к английскому аристократическому роду, представители которого с XII века владели землями в Вустершире, а с 1268 года носили титул графов Уорик. Он родился примерно в 1272 году и был единственным выжившим сыном Уильяма де Бошана, 9-го графа Уорика, и Матильды (Мод) Фиц-Джон. Имя ребёнок получил в честь героя рыцарского романа «Гай из Уорика». После смерти отца в 1298 году Ги унаследовал его титул и обширные земли в 19 графствах Англии (наиболее значительные — в Вустершире и Уорикшире), а также в Уэльсе. Присоединив к этим владениям королевские пожалования в Англии и Шотландии, Бошан стал к концу жизни одним из крупнейших магнатов королевства.
Бошан был посвящён в рыцари королём Эдуардом I в 1296 году. Двумя годами позже он начал военную службу в Шотландии: 22 июля 1298 года граф сражался при Фолкерке, где англичане разбили Уильяма Уоллеса, в 1300 году участвовал в осаде Керлаверока, в 1304 — в осаде Стерлинга, которой руководил принц Эдуард. В 1301 году сэр Ги подписал обращение баронов к папе римскому с требованием прекратить вмешательство в шотландские дела. За военные заслуги он получил земли в Шотландии, приносившие доход в тысячу марок (1298), владения Джона Баллиола в Дареме (1307), отсрочку выплаты семейных долгов короне. Граф оставался в ближайшем окружении королевской семьи: в 1299 году он присутствовал на свадьбе Эдуарда I и Маргариты Французской, в 1307 году должен был сопровождать принца Эдуарда в его путешествии на континент (эта поездка так и не состоялась), присутствовал при кончине Эдуарда I 7 июля 1307 года у Браф-бай-Сэндс. Во время коронации Эдуарда II 25 февраля 1308 года сэр Ги нёс церемониальный меч.
При новом короле Бошан стал одним из руководителей аристократической оппозиции. Причиной тому были враждебное отношение графа, как и многих других баронов, к фавориту монарха Пирсу Гавестону, и неудачливая шотландская политика Эдуарда II, в результате которой весь север Англии (включая владения Бошанов) оказался открыт для набегов шотландцев. Сэр Ги был в числе лордов, сразу после коронации потребовавших выслать Гавестона из страны. Даже когда это требование было выполнено, он отказывался примириться с королём, хотя тот передал ему четыре поместья тамплиеров в Уорикшире. Вскоре фаворит вернулся в Англию. Граф Уорик проигнорировал парламентскую сессию 1309 года в Йорке, использовав как формальное основание присутствие на ней Гавестона. В феврале 1310 года бароны всё-таки явились в парламент, но с вооружёнными отрядами (несмотря на прямой запрет Эдуарда), так что король был вынужден сформировать комитет из двадцати одного барона с очень широкими полномочиями: фактически речь шла об ограничении власти монарха. Лидерами в этом комитете были граф Томас Ланкастерский, Генри де Ласи, 3-й граф Линкольн, и Ги де Бошан, которого некоторые источники называют основным руководителем лордов-оппозиционеров («ордайнеров»). Были разработаны ордонансы, которые запрещали королю начинать войны, жаловать земли или покидать страну без одобрения парламента. Последний получал контроль над королевской администрацией, отменялась система реквизиций, изгонялись банкиры Фрескобальди, субсидировавшие корону. Эдуарду II пришлось поставить свою подпись под документом (1311).
Гавестон снова отправился в изгнание, но вскоре вернулся; тогда пятеро графов, включая Уорика, поклялись его убить. Началась открытая война (1312 год). Гавестон, осаждённый в Скарборо, сдался под честное слово Эмеру де Валенсу, 2-му графу Пембруку, но Бошан отбил пленника и привёз к себе в Уорикский замок, где организовал суд. Гавестона, которому не дали сказать ни слова, объявили виновным в нарушении одного из ордонансов и уже на следующий день обезглавили. Сэр Ги присутствовал на процессе, но не при казни (в отличие от графов Ланкастера, Арундела и Херефорда), а главную роль здесь играл уже Томас Ланкастерский, на земле которого и привели в исполнение приговор. Согласно Лондонским анналам, тело Гавестона потом принесли в Уорик, но граф приказал отнести его туда, где оно было взято.
Эти события вызвали раскол оппозиции. Графы Пембрук и Суррей были рассержены самоуправством Уорика и впоследствии перешли на сторону Эдуарда II, а Ланкастер и его сторонники считали казнь Гавестона законной и необходимой. Король возненавидел баронов, причастных к гибели фаворита, но в декабре 1312 года был вынужден даровать им формальное прощение, в обмен получив их участие в новом походе против шотландцев. Бошан и Ланкастер отказались подписать этот договор, так что переговоры продолжились. Только в октябре 1313 года двое графов были, наконец, помилованы. Тем не менее в 1314 году сэр Ги, а с ним Ланкастер, Суррей и Арундел отказались участвовать в походе на север, заявив, что войну не одобрил парламент, а значит, произошло нарушение ордонансов. Англичане были наголову разбиты при Бэннокберне. После этого королю осталось только подчиниться ордайнерам; Томас Ланкастерский стал фактическим правителем королевства, и Ги де Бошан оказался в числе ближайших советников Эдуарда.
В августе 1315 года граф Уорик умер в возрасте примерно 43 лет. Ходили слухи, будто его отравили по приказу короля. Тело было похоронено в аббатстве Бордесли в Вустершире, которому Бошаны покровительствовали.

## Личность
Ги де Бошан имел репутацию образованного и мудрого человека. Известно, что Генри де Ласи, 3-й граф Линкольн, умирая в 1311 году, завещал своему зятю Томасу Ланкастерскому прислушиваться к советам Уорика как мудрейшего из пэров. У сэра Ги была большая для того времени библиотека, содержавшая ряд рыцарских романов и житий святых и переданная аббатству Бордесли.

## Семья
В юности Ги де Бошан был помолвлен с Изабеллой де Клер, дочерью Гилберта де Клера, 7-го графа Глостера, и Алисы де Лузиньян (племянницы короля Генриха III). До брака дело не дошло. Изабелла стала позже женой Мориса де Беркли, а Бошан женился до 1309 года на Элис де Тосни, дочери Ральфа VII де Тосни, вдове сэра Томаса Лейбёрна. В этом браке родились:
- Мод де Бошан (умерла в 1366 году; муж — Джеффри де Сэй, 2-й барон Сэй[23];
- Изабелла де Бошан; муж — Джон Клинтон[24];
- Эмма де Бошан; муж — Роуленд Одингселс[24];
- Томас де Бошан, 11-й граф Уорик (1313/14 — 1369)[2];
- Люси де Бошан; муж — Роберт де Наптон[24];
- Джон де Бошан, 1-й барон Бошан из Уорика (1315—1360)[25];
- Элизабет де Бошан (около 1316—1359); муж — Томас Эстли, 3-й барон Эстли[26].

После смерти мужа Элис де Тосни вышла замуж в третий раз — за Уильяма ла Зуша, 1-го барона Зуша из Мортимера.